# 旺庄街道
31°32′32″N 120°21′21″E / 31.54235°N 120.35570°E
旺庄街道，是中华人民共和国江苏省无锡市新吴区下辖的一个乡镇级行政单位。

## 行政区划
旺庄街道下辖以下地区：
新光社区、春雷社区、长欣社区、春潮园第一社区、春潮园第二社区、春潮园第三社区、春潮园第四社区、高浪渡社区、春丰社区、群星社区、红旗社区、联心社区、长江社区、新洲社区和旺庄工业配套区社区。